# Lado A e lado B
Na Indústria da música, o lado A e lado B são expressões que estão associadas diretamente aos discos de vinil. Historicamente, o B-side dos discos era composto por canções diferenciadas, experimentais, alternativas. As bandas aproveitavam o fato de que as pessoas precisavam parar e mudar o disco de lado para potencializar a quebra de fluxo e entregar leituras diferenciadas de seu próprio trabalho. Muitos artistas, grandes compositores e cantores por exemplo, já declararam que em seus discos de vinil que o B-side era o seu lado autêntico, a sua essência e que o A-side de seus discos continha as canções mais comerciais (ex.: Ray Charles). B-side remete ao não comercial, ao alternativo, à diversidade, à espontaneidade, ao lado oposto.

## História
Os primeiros álbuns de 10 polegadas, 78 rpm, shellac tinham apenas um lado. Álbuns com dois lados, com uma música em cada lado, foram introduzidos na Europa pela Columbia Records e pelo começo dos anos 20 eles se tornaram a norma tanto na Europa quanto nos Estados Unidos. Não havia paradas de sucesso até os anos 30; A-side e B-side existiam, mas nenhuma delas era considerada mais importante, e na maior parte, as estações de rádio iriam tocar a música em qualquer um dos lados do álbum. O "lado" não fazia diferença nenhuma sobre o conteúdo do álbum.
Em 1948, a Columbia Records introduziu o dez- e doze-polegadas Long Play de Vinil para vendas comerciais, e seu rival, a RCA-Victor respondeu no ano seguinte com o disco de vinil de sete polegadas e 45 rpm, que seria substituído pelo 78 como o "pai" do single. O termo "single" caiu em uso popular com o advento dos discos de vinil no começo dos anos 50. A principio, a maioria dos selos de gravação iria escolher aleatoriamente qual música iria no Lado A e qual iria no lado B. (toda a industria fonográfica tem identificadores específicos para cada lado em adição ao número de catálogo da música em si; o lado "A" seria tipicamente colocado no menor número.) Por causa desta associação aleatória, muitos artistas eram chamados "hits de dois lados", onde ambas as músicas no disco chegassem as paradas de sucesso (da Billboard, Cashbox ou outras revistas), ou iriam fazer parte das Jukebox em locais públicos.
Enquanto o tempo passou, entretanto, a convenção para escolha de músicas para os lados do disco mudou. Bem no começo da década, a música no lado A se tornou a música que a gravadora queria que as estações de rádio tocassem, enquanto 45 gravadoras ou "45s" dominaram o mercado em termo de vendas. Não antes de 1968, por exemplo, o total de produção de álbuns em base de unidade finalmente superou os singles no Reino Unido. No começo da década de 1990, sucessos de dois lados se tornaram raros. As vendas aumentaram, e o Lado B se tornou o lado do disco aonde versões instrumentais ou inferiores, que não serviriam para o radio foram colocadas.
Com o advento do cassette e dos compact discs singles no começo dos anos 80, a diferenciação entre lado A e lado B se tornou muito menos significante. A princípio, singles em cassette teriam uma música em cada lado do cassette, combinando com o acordo dos discos de vinil mas, eventualmente, maxi-singles contendo mais de duas músicas, tornaram-se populares. Com o declínio dos singles em cassette nos anos 1990, a dicotomia lado A/lado B tornou-se virtualmente extinta, enquanto o compact disc médio permanecia dominante, não possuindo a distinção física equivalente. Entretanto, o termo lado B ainda é usado para se referir a faixas "bônus" ou "parceria" num Single em CD.
Com o advento dos métodos legais de download de música via Internet, a venda de singles e outras mídias físicas teve um declínio, e o termo "Lado B" é agora pouco usado. Músicas que nunca foram parte da coleção de álbuns de um artista e que são disponibilizadas para catálogos de downloads como faixas especiais de seus álbuns são normalmente referidas como "não lançadas", "fora do álbum", "rara" ou "exclusiva", e depois no caso de uma música sendo disponível somente por um certo provedor de música.
Alguns selos de gravação usavam os termos Lado 1 e Lado 2 para singles, ao invés de Lado A e Lado B.

## Uso moderno
Agora que geralmente singles são gravados e publicadas no formato CD ou download digital, os B-Sides geralmente são lançados juntos com os CDs dos singles. Os B-Sides atualmente também podem se referir muitas vezes simplesmente a músicas que não são incluídas em um CD de uma banda, mas que é encontrada junto a um single ou disponibilizada na Internet.